# Nemčice
Nemčice (deutsch Nemschitz, ungarisch Nyitranémeti – bis 1900 Nemcsic) ist eine Gemeinde im Westen der Slowakei mit 942 Einwohnern (Stand 31. Dezember 2024) und gehört zum Okres Topoľčany, einem Kreis des Nitriansky kraj.

## Geographie

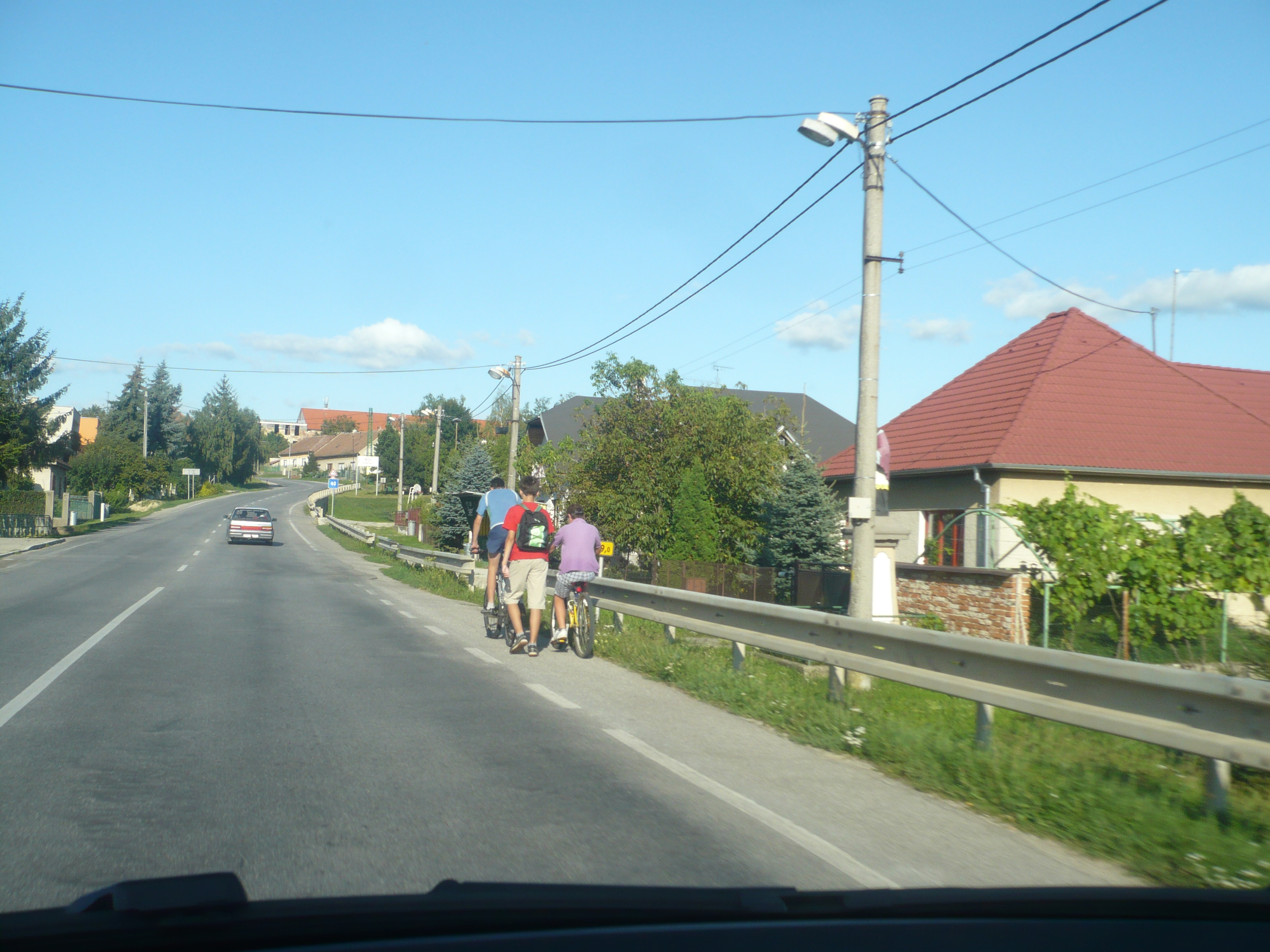
Straße durch Nemčice

Die Gemeinde befindet sich im Nordwestteil des Hügellandes Nitrianska pahorkatina, einem Teil des slowakischen Donautieflands, im Tal des Baches Zľavy im Flusssystem Nitra. Das Ortszentrum liegt auf einer Höhe von 175 m n.m. und ist fünf Kilometer von Topoľčany entfernt.
Nachbargemeinden sind Kuzmice im Norden, Tovarníky im Nordosten, Topoľčany im Osten, Nitrianska Streda im Südosten, Chrabrany im Süden, Urmince im Südwesten und Veľké Dvorany im Westen.

## Geschichte
Nemčice wurde zum ersten Mal 1156 als Nemcyc schriftlich erwähnt. Weitere historische Namen sind unter anderen Numchuny (1222), Nemchez (1232), Nymchich (1253), Nympty (1283), Nemptich (1390), Nempchuch (1410) und Nemczice (1773). Zuerst lag das Dorf im Herrschaftsgebiet der Burg Topoltschan, im 13. Jahrhundert gehörte es zum Besitz der alten Sohler Burg, Anfang des 14. Jahrhunderts dann dem Oligarchen Matthäus Csák und später direkt der Krone. 1570 hatte die Ortschaft eine Mühle und 27 Höfe, 14 davon verlassen. 1828 zählte man 71 Häuser und 500 Einwohner, die als Landwirte beschäftigt waren. Insbesondere verbreitet waren Weizen- und Zuckerrübenanbau. Die letzten Großgrundbesitz stammten aus der Familie Stummer.
Bis 1918 gehörte der im Komitat Neutra liegende Ort zum Königreich Ungarn und kam danach zur Tschechoslowakei beziehungsweise heute Slowakei.
Von 1976 bis 1995 war Nemčice Teil der Stadt Topoľčany.

## Bevölkerung
| Jahr                | 1994 | 2004 | 2014    | 2024    |
| ------------------- | ---- | ---- | ------- | ------- |
| Anzahl der Personen | 0    | 938  | 980     | 942     |
| Unterschied         |      | –    | +4,47 % | −3,87 % |

| Jahr                | 2023 | 2024    |
| ------------------- | ---- | ------- |
| Anzahl der Personen | 943  | 942     |
| Unterschied         |      | −0,10 % |

Nach der Volkszählung 2011 wohnten in Nemčice 977 Einwohner, davon 948 Slowaken, vier Tschechen und ein Pole. Ein Einwohner gab eine andere Ethnie an und 23 Einwohner machten keine Angabe zur Ethnie.
864 Einwohner bekannten sich zur römisch-katholischen Kirche, 16 Einwohner zur Evangelischen Kirche A. B., drei Einwohner zur altkatholischen Kirche und ein Einwohner zur Pfingstbewegung. 43 Einwohner waren konfessionslos und bei 50 Einwohnern wurde die Konfession nicht ermittelt.

## Bauwerke und Denkmäler
- römisch-katholische Kirche im klassizistischen Stil aus dem Jahr 1780